# Daniel Veit
Daniel J. Veit (* 1975 in München) ist ein deutscher Wirtschaftswissenschaftler. Er ist Professor und Inhaber des Lehrstuhls für Information Systems und Management am Institut für Betriebswirtschaftslehre der Wirtschaftswissenschaftlichen Fakultät der Universität Augsburg.

## Leben
Veit wuchs in München-Haidhausen auf, wo er im Jahr 1994 das Abitur am musischen Pestalozzi-Gymnasium München erwarb. Im Anschluss studierte er Mathematik (Diplom, 1999) an der Universität Gießen und verbrachte Teile seines Studiums an der TU München, der TU Wien und der University of Maryland, College Park (USA). Im Jahr 2002 promovierte er an der Fakultät für Wirtschaftswissenschaften der Universität Karlsruhe (TH), an welcher er nach Abschluss der Promotion eine Stelle als Wissenschaftlicher Assistent annahm. Im Sommer 2006 habilitierte er sich und erhielt die venia legendi im Fach Betriebswirtschaftslehre. Zu Beginn seiner Habilitationszeit wurde er in das Nachwuchsförderprogramm der VolkswagenStiftung aufgenommen. 
Im Jahr 2005 war er als Gastwissenschaftler an der University of California, Berkeley (USA) tätig. Es folgte ein Ruf an die Universität Mannheim, an der er von 2006 bis 2013 den Dieter-Schwarz-Stiftungslehrstuhl für Allgemeine Betriebswirtschaftslehre, E-Business und E-Government an der Fakultät für Betriebswirtschaftslehre innehatte. Von 2007 bis 2008 vertrat er die Mannheimer Fakultät als Prodekan für Internationale Angelegenheiten. Als Akademischer Direktor baute er von 2007 bis 2013 an der Mannheim Business School das ESSEC & MANNHEIM Executive MBA Program auf. Von 2009 bis 2020 war er regelmäßig als Gastprofessor an der Copenhagen Business School in Dänemark tätig und erhielt dort Förderungen durch die Villum Stiftung und die Otto Mønsted Stiftung. Zudem hat er in den vergangenen Jahren, neben Gastvorlesungen an einigen deutschen Universitäten, an der Mannheim Business School und an der Graduate School of Economic & Social Sciences (GESS) der Universität Mannheim unterrichtet. Im Jahr 2019 erhielt er einen Ruf an die University of Queensland Business School in Brisbane, Australien als Tenured Full Professor, den er ablehnte.
Im Rahmen seiner Forschung befasst sich Veit mit Fragestellungen im Bereich der Adoption und Diffusion von digitalen Infrastrukturen und neuen Geschäftsabläufen in Unternehmen und Gesellschaft. Methodisch bringt er qualitative und quantitative empirische Verfahren zum Einsatz, um Erkenntnisse über die Auswirkungen digitaler Medien zu erfassen und daraus Handlungsempfehlungen für Unternehmen, Regierungen, gesellschaftliche Gruppierungen und Individuen abzuleiten. 
Veit veröffentlichte eine große Zahl an Tagungsbeiträgen und Artikeln in wissenschaftlichen Zeitschriften, darunter im Management Information Systems Quarterly, im Journal of Management Information Systems, im European Journal of Information Systems und im Journal of Service Research sowie in der Zeitschrift für Betriebswirtschaft und der Business & Information Systems Engineering.
Zu seinen Forschungsergebnissen referierte er in den vergangenen Jahren unter anderem an der Stanford University, der University of California, der Washington State University, der Queens School of Business (Kanada), der Wirtschaftsuniversität Wien, der Aalto University School of Business (Finnland), der Copenhagen Business School, der Warwick Business School (Großbritannien), der University of Queensland Business School und auf dem Deutschen Betriebswirtschafter-Tag der Schmalenbach-Gesellschaft. Seine Arbeiten finden auch ein Echo in den Breitenmedien sowie in der Wirtschaftspresse. So finden seine Arbeiten Resonanz unter anderem in der Berichterstattung des Spiegel, der Frankfurter Allgemeinen Zeitung, des Deutschlandfunks, des Bayerischen Rundfunks, des Focus, des Südwestdeutschen Rundfunks, der Frankfurter Rundschau und der Berliner Zeitung.
Daniel Veit ist der Sohn von Jochen Kölsch und Barbara Veit. Er ist verheiratet und hat eine Tochter und einen Sohn.

## Forschungsprojekte (Auswahl)
- Auswirkungen des CO2-Zertifikatehandels und des verstärkten Einsatzes erneuerbarer Energieträger auf den liberalisierten Strommarkt (Akronym: PowerACE, gefördert durch die VolkswagenStiftung)
- Catallaxy paradigm for decentralized operation of dynamic application networks (Akronym: CatNets, gefördert durch das 6. Rahmenprogramm der Europäischen Union)
- Self-Organizing ICT Resource Management (Akronym: SORMA, gefördert durch 6. Rahmenprogramm der Europäischen Union)
- Forschungsprojekt zur Umsetzung der Europäischen Dienstleistungsrichtlinie (Akronym: EU-DLR, gefördert durch Bundesministerium des Innern und Innenministerium Baden-Württemberg)
- Wirkung der Sharing Economy in Deutschland (Akronym: ISHARE, gefördert durch das Bundesministerium für Bildung und Forschung)

## Mitgliedschaften
- Verband der Hochschullehrer für Betriebswirtschaft e.V. (VHB)
- Association for Information Systems (AIS)
- Münchner Kreis e.V.
- Institute for Digitization Research e.V.

## Schriften (Auswahl)
- D. Veit (2003): Matchmaking in Electronic Markets. Springer Verlag, LNCS 2882.
- D. Veit, J. Huntgeburth (2014): Foundations of Digital Government – Leading and Managing in the Digital Era. textbook, Springer.